# Frutos (apellido)
Frutos es un apellido español de origen gallego. Según las últimas estimaciones, en España existen alrededor de 4.658 personas que lo comparten. Las provincias donde se da con mayor frecuencia son Sevilla, Madrid, Murcia, Barcelona y Guipúzcoa.
Frutos (de) es un apellido español de origen segoviano. Solamente en la provincia de Segovia más de 600 personas poseen el apellido Frutos precedido de la partícula de. También es abundante en provincias con fuerte emigración procedente de Segovia, como pueden ser Madrid o Barcelona. Su significado sería hijo de Frutos por ser Frutos un nombre muy común en la provincia al ser su Santo Patrón San Frutos.
- Datos: Q5869910
- Multimedia: Frutos (surname) / Q5869910